# Janne Ferm
Janne Ferm (29 agosto 1980) è un copilota di rally finlandese, dal 2010 gareggia in coppia con Esapekka Lappi.

## Biografia
Ha disputato la sua prima gara da copilota nel 2007, al Lahti Historic Rally , in Finlandia, a bordo di una Hillman Imp pilotata dal connazionale Marko Saarinen.

### La carriera con Lappi
Nel 2010 iniziò a competere stabilmente con Esapekka Lappi, affrontando la stagione con una Honda Civic Type-R e disputando gare nazionali. 
Esordì nel mondiale al Rally di Finlandia del 2011 con Lappi su una Citroën C2 R2 Max, terminando al 32º posto assoluto e al dodicesimo nella sua classe. Nel 2013 Ferm e Lappi vennero ingaggiati dalla scuderia ceca Škoda Motorsport per correre alcune gare del mondiale WRC-2 con la Škoda Fabia S2000, la coppia andò a punti per la prima volta al Rally di Finlandia, terminando decimi assoluti e vincendo la propria categoria. Per la stagione 2015 gareggiarono sempre nella serie cadetta con la nuova Fabia R5 e nel 2016 vinsero le ultime 4 gare e conquistarono il trofeo finale di categoria davanti all'altra coppia emergente composta dai connazionali Teemu Suninen e Mikko Markkula.

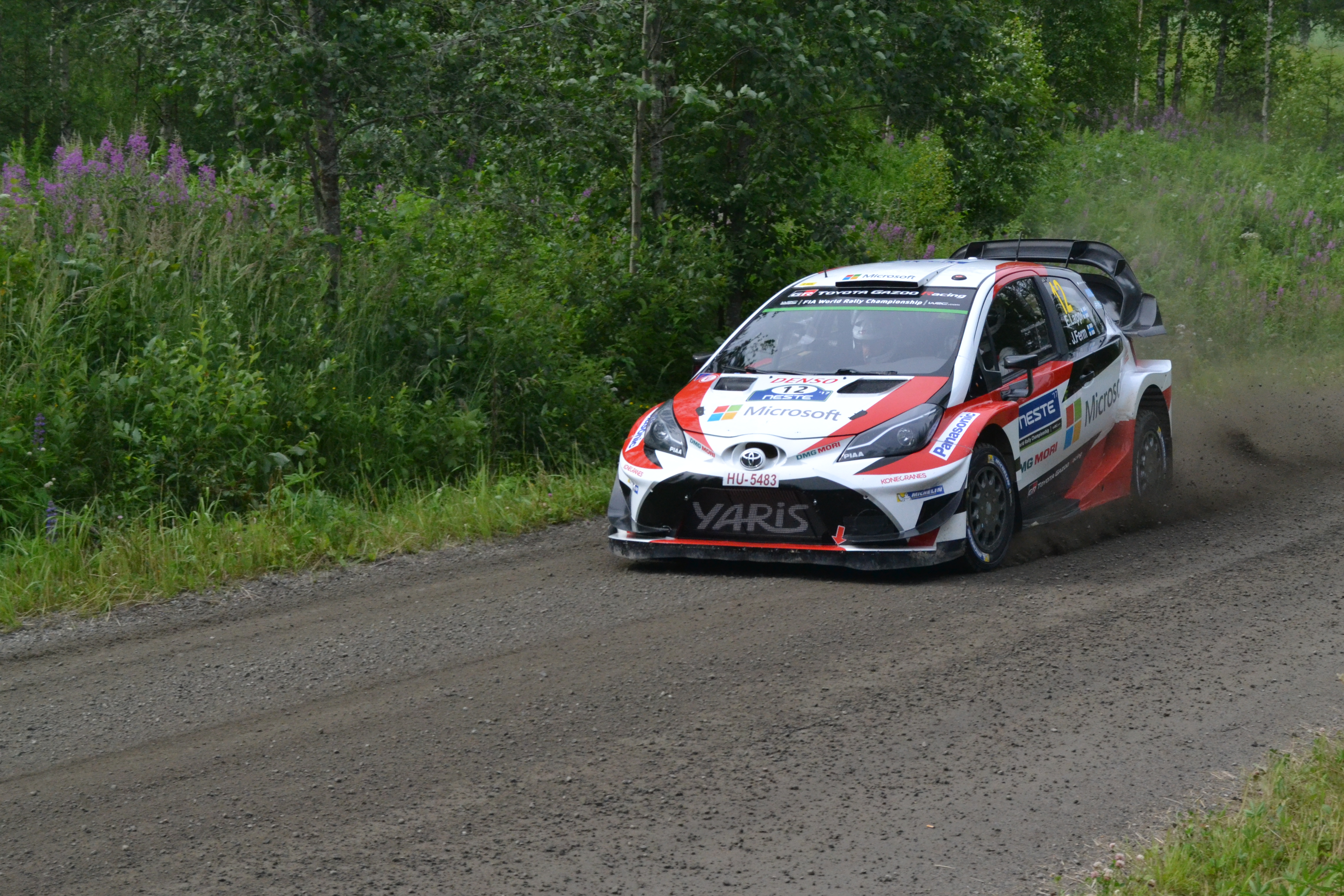
Ferm e Lappi, vittoriosi al Rally di Finlandia 2017

Nel 2017 ci fu il grande salto per Ferm e Lappi: la Toyota Motorsport rientrò infatti nel mondiale e, visti i risultati ottenuti nella stagione precedente con Škoda, mise sotto contratto la coppia finlandese facendola esordire al volante della nuova Yaris WRC al Rally del Portogallo, quarta gara dell'anno, dove conclusero decimi; tre gare dopo, al Rally di Finlandia, conquistarono il loro primo podio nonché la loro prima vittoria in assoluto nella massima categoria (la seconda dell'anno per Toyota).

Per il 2018 la Toyota li promosse a piloti ufficiali, affidando loro la terza vettura per disputare l'intera stagione a fianco delle coppie Latvala/Anttila e Tänak/Järveoja.

## Palmarès
2016
- - Campionato copiloti WRC-2, con Esapekka Lappi su Škoda Fabia R5

### Vittorie nel WRC-2
| Nº | Anno | Rally                  | Pilota         | Vettura           | Squadra          |
| -- | ---- | ---------------------- | -------------- | ----------------- | ---------------- |
| 1  | 2013 | Rally del Portogallo   | Esapekka Lappi | Škoda Fabia S2000 | Škoda Motorsport |
| 2  | 2015 | Rally di Polonia       | Esapekka Lappi | Škoda Fabia R5    | Škoda Motorsport |
| 3  | 2015 | Rally di Finlandia     | Esapekka Lappi | Škoda Fabia R5    | Škoda Motorsport |
| 4  | 2016 | Rally di Finlandia     | Esapekka Lappi | Škoda Fabia R5    | Škoda Motorsport |
| 5  | 2016 | Rally di Germania      | Esapekka Lappi | Škoda Fabia R5    | Škoda Motorsport |
| 6  | 2016 | Rally di Gran Bretagna | Esapekka Lappi | Škoda Fabia R5    | Škoda Motorsport |
| 7  | 2016 | Rally d'Australia      | Esapekka Lappi | Škoda Fabia R5    | Škoda Motorsport |

### Vittorie nel WRC
| Nº | Anno | Rally                  | Pilota         | Vettura              | Squadra                 |
| -- | ---- | ---------------------- | -------------- | -------------------- | ----------------------- |
| 1  | 2017 | 67º Rally di Finlandia | Esapekka Lappi | Toyota Yaris WRC     | Toyota Gazoo Racing WRT |
| 2  | 2024 | 71° Rally di Svezia    | Esapekka Lappi | Hyundai i20 N Rally1 | Hyundai Shell Mobis WRT |

### Vittorie in altri Rally
| Nº | Anno | Campionato               | Rally                             | Pilota             | Vettura                     |
| -- | ---- | ------------------------ | --------------------------------- | ------------------ | --------------------------- |
| 1  | 2012 | Campionato finlandese    | Riihimäki-Ralli                   | Esapekka Lappi     | Ford Fiesta S2000           |
| 2  | 2012 | Campionato finlandese    | Rally Artico                      | Esapekka Lappi     | Ford Fiesta S2000           |
| 3  | 2012 | Campionato finlandese    | SM Vaakuna Ralli                  | Esapekka Lappi     | Ford Fiesta S2000           |
| 4  | 2012 | -                        | Ovisepät Ralli                    | Esapekka Lappi     | Ford Fiesta S2000           |
| 5  | 2012 | Campionato finlandese    | POP Pankki SM-ralli               | Esapekka Lappi     | Ford Fiesta S2000           |
| 6  | 2012 | Campionato finlandese    | SM O.K. Auto-ralli                | Esapekka Lappi     | Ford Fiesta S2000           |
| 7  | 2012 | Campionato finlandese    | Merikievari SM-Ralli              | Esapekka Lappi     | Ford Fiesta S2000           |
| 8  | 2012 | Campionato finlandese    | Talotekniikka 10 SM-Ralli         | Esapekka Lappi     | Ford Fiesta S2000           |
| 9  | 2012 | Campionato europeo rally | Rally di Polonia                  | Esapekka Lappi     | Škoda Fabia S2000           |
| 10 | 2012 | Campionato svedese       | Kolsvarundan                      | Esapekka Lappi     | Škoda Fabia S2000           |
| 11 | 2013 | Campionato norvegese     | Numedalsrally                     | Esapekka Lappi     | Škoda Fabia S2000           |
| 12 | 2013 | APRC                     | International Rally of Queensland | Esapekka Lappi     | Škoda Fabia S2000           |
| 13 | 2013 | Campionato ceco sprint   | EPLcond Rally Agropa              | Esapekka Lappi     | Škoda Fabia S2000           |
| 14 | 2013 | APRC                     | Rally di Cina                     | Esapekka Lappi     | Škoda Fabia S2000           |
| 15 | 2013 | Campionato europeo rally | Rallye International du Valais    | Esapekka Lappi     | Škoda Fabia S2000           |
| 16 | 2014 | Campionato europeo rally | Rally Liepāja                     | Esapekka Lappi     | Škoda Fabia S2000           |
| 17 | 2014 | Campionato europeo rally | Circuit of Ireland                | Esapekka Lappi     | Škoda Fabia S2000           |
| 18 | 2014 | Campionato europeo rally | Rallye International du Valais    | Esapekka Lappi     | Škoda Fabia S2000           |
| 19 | 2016 | -                        | AutoGlym Ralli                    | Esapekka Lappi     | Škoda Fabia R5              |
| 20 | 2022 | -                        | Rallylegend - Classic             | Jari-Matti Latvala | Toyota Celica GT-4 (ST165)  |
| 21 | 2024 | Campionato lituano       | ORLEN Lietuva Rally               | Esapekka Lappi     | Hyundai i20 N Rally1 Hybrid |

## Risultati nel mondiale rally

### WRC
| 2011 | Scuderia | Vettura           |  |  |  |  |  |  |  |    |  |  |  |  |  |  |  |  | Punti | Pos. |
| ---- | -------- | ----------------- |  |  |  |  |  |  |  | -- |  |  |  |  |  |  |  |  | ----- | ---- |
| 2011 |          | Citroën C2 R2 Max |  |  |  |  |  |  |  | 32 |  |  |  |  |  |  |  |  | 0     |      |

| 2012 | Scuderia                             | Vettura                             |  |  |  |  |  |  |  |    |     |  |  |  |  |  |  |  | Punti | Pos. |
| ---- | ------------------------------------ | ----------------------------------- |  |  |  |  |  |  |  | -- | --- |  |  |  |  |  |  |  | ----- | ---- |
| 2012 | Printsport Oy Qatar World Rally Team | Ford Fiesta S2000 Citroën C2 R2 Max |  |  |  |  |  |  |  | 25 | Rit |  |  |  |  |  |  |  | 0     |      |

| 2013 | Scuderia         | Vettura           |     |  |  |    |  |  |  |    |  |  |  |  |  |  |  |  | Punti | Pos. |
| ---- | ---------------- | ----------------- | --- |  |  | -- |  |  |  | -- |  |  |  |  |  |  |  |  | ----- | ---- |
| 2013 | Škoda Motorsport | Škoda Fabia S2000 | Rit |  |  | 10 |  |  |  | 31 |  |  |  |  |  |  |  |  | 1     | 30º  |

| 2015 | Scuderia         | Vettura        |  |  |  |    |  |    |    |   |    |  |    |     |  |  |  |  | Punti | Pos. |
| ---- | ---------------- | -------------- |  |  |  | -- |  | -- | -- | - | -- |  | -- | --- |  |  |  |  | ----- | ---- |
| 2015 | Škoda Motorsport | Škoda Fabia R5 |  |  |  | 12 |  | 17 | 12 | 8 | 42 |  | 14 | Rit |  |  |  |  | 4     | 20º  |

| 2016 | Scuderia         | Vettura        |   |    |  |  |  |    |    |   |   |  |  |  |    |   |  |  | Punti | Pos. |
| ---- | ---------------- | -------------- | - | -- |  |  |  | -- | -- | - | - |  |  |  | -- | - |  |  | ----- | ---- |
| 2016 | Škoda Motorsport | Škoda Fabia R5 | 9 | 12 |  |  |  | 21 | 14 | 8 | 7 |  |  |  | 11 | 8 |  |  | 16    | 12º  |

| 2017 | Scuderia           | Vettura               |  |  |  |  |  |    |   |     |   |    |     |   |   |  |  |  | Punti | Pos. |
| ---- | ------------------ | --------------------- |  |  |  |  |  | -- | - | --- | - | -- | --- | - | - |  |  |  | ----- | ---- |
| 2017 | Hyundai Motorsport | Hyundai i20 Coupe WRC |  |  |  |  |  | 10 | 4 | Rit | 1 | 21 | Rit | 9 | 6 |  |  |  | 62    | 11º  |

| 2018 | Scuderia                | Vettura          |   |    |    |    |   |    |   |     |   |     |    |   |    |  |  |  | Punti | Pos. |
| ---- | ----------------------- | ---------------- | - | -- | -- | -- | - | -- | - | --- | - | --- | -- | - | -- |  |  |  | ----- | ---- |
| 2018 | Toyota Gazoo Racing WRC | Toyota Yaris WRC | 7 | 41 | 11 | 61 | 8 | 51 | 3 | Rit | 3 | Rit | 35 | 7 | 42 |  |  |  | 126   | 5º   |

| 2019 | Scuderia          | Vettura        |     |   |     |   |     |   |     |   |   |   |   |     |     |  |  |  | Punti | Pos. |
| ---- | ----------------- | -------------- | --- | - | --- | - | --- | - | --- | - | - | - | - | --- | --- |  |  |  | ----- | ---- |
| 2019 | Citroën Total WRT | Citroën C3 WRC | Rit | 2 | 135 | 7 | Rit | 6 | Rit | 7 | 2 | 8 | 2 | 273 | Rit |  |  |  | 83    | 10º  |

| 2020 | Scuderia         | Vettura         |    |   |     |   |   |     |   |  |  |  |  |  |  |  |  |  | Punti | Pos. |
| ---- | ---------------- | --------------- | -- | - | --- | - | - | --- | - |  |  |  |  |  |  |  |  |  | ----- | ---- |
| 2020 | M-Sport Ford WRT | Ford Fiesta WRC | 45 | 5 | Rit | 7 | 6 | Rit | 4 |  |  |  |  |  |  |  |  |  | 22    | 12º  |

| 2021 | Scuderia      | Vettura                |  |    |  |   |  |  |  |  |  |    |  |  |  |  |  |  | Punti | Pos. |
| ---- | ------------- | ---------------------- |  | -- |  | - |  |  |  |  |  | -- |  |  |  |  |  |  | ----- | ---- |
| 2021 | Movisport SRL | Volkswagen Polo GTI R5 |  | 10 |  | 7 |  |  |  |  |  | 43 |  |  |  |  |  |  | 52    | 6º   |

| 2022 | Scuderia                | Vettura                       |  |   |    |  |    |  |    |   |   |     |  |  |  |  |  |  | Punti | Pos. |
| ---- | ----------------------- | ----------------------------- |  | - | -- |  | -- |  | -- | - | - | --- |  |  |  |  |  |  | ----- | ---- |
| 2022 | Toyota Gazoo Racing WRT | Toyota GR Yaris Rally1 Hybrid |  | 3 | 49 |  | 44 |  | 64 | 3 | 3 | 225 |  |  |  |  |  |  | 58    | 9º   |

| 2023 | Scuderia                | Vettura                     |   |    |     |    |   |   |     |   |     |   |     |     |    |  |  |  | Punti | Pos. |
| ---- | ----------------------- | --------------------------- | - | -- | --- | -- | - | - | --- | - | --- | - | --- | --- | -- |  |  |  | ----- | ---- |
| 2023 | Hyundai Shell Mobis WRT | Hyundai i20 N Rally1 Hybrid | 8 | 71 | Rit | 35 | 3 | 2 | 135 | 3 | Rit | 5 | Rit | Rit | 43 |  |  |  | 113   | 6º   |

| 2024 | Scuderia                | Vettura                     |  |   |     |  |  |  |  |     |     |  |     |  |  |  |  |  | Punti | Pos. |
| ---- | ----------------------- | --------------------------- |  | - | --- |  |  |  |  | --- | --- |  | --- |  |  |  |  |  | ----- | ---- |
| 2024 | Hyundai Shell Mobis WRT | Hyundai i20 N Rally1 Hybrid |  | 1 | 123 |  |  |  |  | Rit | 433 |  | Rit |  |  |  |  |  | 33    | 12º  |

| Legenda | 1º posto | 2º posto | 3º posto | A punti | Senza punti | Ritirato | Squalificato | NP=Non partito C=Gara cancellata | Apice=Power stage |

### S-WRC / WRC-2
| 2012 | Scuderia      | Vettura           |  |  |  |  |  |  |  |   |  |  |  |  |  | Punti | Pos. |
| ---- | ------------- | ----------------- |  |  |  |  |  |  |  | - |  |  |  |  |  | ----- | ---- |
| 2012 | Printsport Oy | Ford Fiesta S2000 |  |  |  |  |  |  |  | 5 |  |  |  |  |  | 10    | 12º  |

| 2013 | Scuderia         | Vettura           |     |  |  |   |  |  |  |    |  |  |  |  |  | Punti | Pos. |
| ---- | ---------------- | ----------------- | --- |  |  | - |  |  |  | -- |  |  |  |  |  | ----- | ---- |
| 2013 | Škoda Motorsport | Škoda Fabia S2000 | Rit |  |  | 1 |  |  |  | 11 |  |  |  |  |  | 25    | 16º  |

| 2015 | Scuderia         | Vettura        |  |  |  |   |  |   |   |   |    |  |   |     |  | Punti | Pos. |
| ---- | ---------------- | -------------- |  |  |  | - |  | - | - | - | -- |  | - | --- |  | ----- | ---- |
| 2015 | Škoda Motorsport | Škoda Fabia R5 |  |  |  | 2 |  | 9 | 1 | 1 | 13 |  | 2 | Rit |  | 88    | 4º   |

| 2016 | Scuderia         | Vettura        |  |   |  |  |  |   |   |   |   |  |  |  |   |   | Punti | Pos. |
| ---- | ---------------- | -------------- |  | - |  |  |  | - | - | - | - |  |  |  | - | - | ----- | ---- |
| 2016 | Škoda Motorsport | Škoda Fabia R5 |  | 3 |  |  |  | 9 | 3 | 1 | 1 |  |  |  | 1 | 1 | 130   | 1º   |

| Legenda | 1º posto | 2º posto | 3º posto | A punti | Senza punti | Ritirato | Squalificato | NP=Non partito C=Gara cancellata | Apice=Power stage |